# Timbé do Sul
Timbé do Sul là một đô thị thuộc bang Santa Catarina, Brasil. Đô thị này có diện tích 333,426 km², dân số năm 2007 là 5133 người, mật độ 15,4 người/km².